# Tertuliano Correia da Costa Brito
Tertuliano Correia da Costa Brito (São João do Cariri, 27 de abril de 1893 — João Pessoa, 14 de outubro de 1957) foi um político e militar brasileiro.

## Biografia
Filho de Manuel Correia da Costa e Dona Maria Amélia de Queiroz Brito, exerceu durante muitos anos o tabelionato na comarca de São João do Cariri, cargo no qual era aposentado. Foi Revolucionário no Movimento de 1930, na qual saiu como major reformado do Exército Nacional. Também foi deputado estadual na constituinte de 1934, até a mudança de regime, em 1937.
Desempenhou as funções de prefeito municipal de São João do Cariri de 1940 a 1946, na interventoria de Rui Carneiro. Elegeu-se novamente deputado estadual à assembleia constituinte de 1947, conseguindo se eleger nos anos de 1950 e 1954, tendo desempenhado o mandato até se recolher ao leito de morte. Foi segundo vice-presidente por duas vezes consecutivas, nos anos de 1949 e 1950
Foi ainda primeiro secretário da assembleia legislativa da Paraíba e presidente da Assembleia Legislativa da Paraíba por duas vezes consecutivas, e em 31 de janeiro de 1951, transmitiu o governo do Estado da Paraíba ao governador do Estado então eleito ministro José Américo de Almeida.
Foi também por vários anos, delegado regional em toda a zona do Cariri Paraibano. Pertencia também aos quadros da API (Associação Paraibana de Imprensa). Ao falecer, desempenhava as funções de presidente da Comissão de Finanças do Legislativo Estadual da Paraíba. Desposou em primeiras Núpcias, a Sra. Zila de Farias Brito, onde deixou os seguintes filhos: Avani Brito (já falecida na época), Nícea Brito (já falecida na época) Vandilo de Farias Brito (já falecido na época), Nivaldo de Farias Brito, Evaldo de Farias Brito, Petrônio de Farias Brito, Hélio de Farias Brito, Maria Gisélia de Farias Brito e José de Farias Brito, Alfredo de Farias Brito, (já falecido na época) após enviuvar contraiu núpcias com D. Teresinha Batista de Brito, onde aproximadamente ficou casado apenas seis meses.